# 劫夫
劫夫（1913年11月17日—1976年12月17日），全名李劫夫，原名李云龙，吉林农安人，中国近现代作曲家、音乐教育家、社会活动家、教授。知名革命歌曲《我们走在大路上》、《革命人永远是年轻》、《爹親娘親不如毛主席親》、《歌唱二小放牛郎》等都是劫夫谱曲，他还创作了大量毛泽东诗词歌曲、毛泽东语录歌曲。
1935年，劫夫因参加抗日活动被迫逃亡青岛，在青岛时改名“劫夫”。1937年5月，劫夫前往延安，先后在人民剧社、西北战地服务团工作，并于1938年9月加入中國共產黨。1943年调往晋察冀边区任宣传干事及冲锋剧社副社长。抗日戰爭胜利后，先后任热河军区胜利剧社副社长、冀东军区文工团团长、中国人民解放军第四野战军九纵队文工团团长、东北鲁迅艺术学院音乐工作团副团长等职。中华人民共和国成立后，历任东北音乐专科学校校长，沈阳音乐学院院长，并兼任辽宁省文联副主席、中国音乐家协会辽宁分会主席。1971年10月20日，劫夫和妻子张洛因涉嫌与林彪反革命集团有牵连，被关进了“学习班”，实行隔离审查，同时劫夫的歌曲被停播、停唱。在“学习班”，劫夫待了5年，1976年12月17日突发心脏病去世。1981年，劫夫的歌曲才被解禁。

## 生平

### 早年
1913年农历十月二十日（公历11月17日），劫夫出生于吉林省农安县县城东街的一个李姓人家。李云龙是家中老六，也是幼子，有三个姐姐和两个哥哥，分别是大姐李文秀、二姐李毓秀、三姐李婉秀、大哥李云路和二哥李云阁。李劫夫父亲李瑞春是京剧迷，还喜欢收藏书画，请人教子女学画，于是家里六个孩子个个喜欢艺术。李云龙童年时候每逢年节家乡的老大娘们就让他为她们“唱本本”。
李云龙出生时，李家还是颇为殷实的，家里有房二十几间，但由于父亲李瑞春不善经营，已经开始渐渐转向贫困。1920年，李云龙入读农安女子小学，后转入县第一小学，1926年毕业。1927年考入县中学，李云龙小学毕业的时候，母亲去世了，家里愈加困难，李云龙也因此停止了学业。1928年，劫夫曾到县城的中药铺当过一年左右的杂役。李云龙十六岁时，父亲因债务问题入狱，为救父亲出狱，在东北讲武堂求学的二哥李云阁回到家中。回家的李云阁找了份小学教员的工作，在二哥的资助下，李云龙升入农安县立中学，一个学期后由于家中经济情况又转到了师范学校。
1931年，日本策划了万宝山事件，反对日本帝国主义的学生运动在东北各地爆发，作为学生会委员的李云龙积极领导和参加了坐在学校声援农民，向政府请愿和抗议日本帝国主义的罢课和游行示威，还组织学生去农村宣传抗日。不久后的9月18日，九一八事变爆发了，日本人侵占了整个东北。李家仅有的几间房子被日本浪人霸占，二哥因与东北抗日义勇军有关系被迫出逃，李云龙不得不到小学代课维持一家生计。不久，二哥随义勇军李海青部围攻农安，李云龙出城找到了李云阁，义勇军攻城未果被打散后，李云龙和李云阁去长春投奔了二姐夫潘国臣。在二姐夫的介绍下，李云龙在长春第二监狱谋了一份差事。在这里他认识了中国共产党地下党“长春特支”负责人刘作垣，接触到了更多的共产主义思想。
1933年春，李云龙在二姐夫的接济下返回县立中学读书，由于他曾与二哥一起参与围城，也因为他返校后更加热心地宣传抗日，鼓动学潮，被日本扶植政权到处搜查“犯满抗日分子”的密探队盯上了。情知处境不妙的李云龙在一个晚上悄然离家，去青岛投奔了当市民众教育馆馆长的表哥。

### 青岛时期

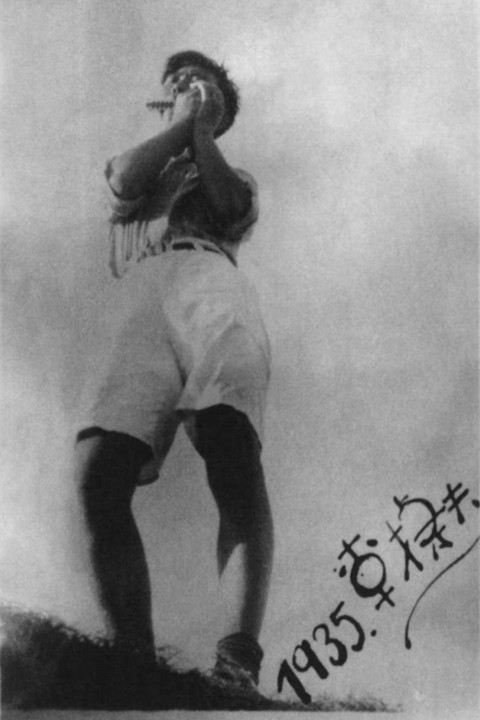
劫夫1935年的照片，上面使用的名字是“李捷夫”

1933年7月，李云龙转道大连乘船与众多难民一道来到了青岛，在市民众教育馆找了份助理员的工作。在市民众教育馆期间，李云龙将名字改为了“李劫夫”，现已发现的最早的记录是李云龙在该馆国乐研究班第一期学员名册上的名字“李捷夫”，时间应在1933年，最迟不超过1934年。1935年5月，他在《青岛时报》上的文章已经署名“劫夫”了。在教育馆劫夫结识了曾在北京做过革命工作的于仁和和王旦东，三人很快成了朋友。在王旦东写于1972年的一份材料中，他认为劫夫当时天真、进步、有正义感。
1934年，劫夫离开青岛前往北平，报考了北平美术学校，并被录取，但因原先答应为他提供学费的亲戚变卦未就学。劫夫在北京偶遇了刘作垣和一名留俄学生，在他们的建议下，劫夫返回了青岛民众教育馆，随后几个月劫夫一直用部分薪水帮助刘作垣他们，直到刘去了上海，不再接受劫夫的帮助。
1935年，劫夫为王亚平的《诗歌季刊》、《海燕之歌》，周学普翻译的《赫尔曼与曼陀罗亚》等很多刊物设计了封面。1935年5月至1936年7月，劫夫以捷夫、借夫、劫夫、李劫夫、李云龙等署名在《青岛时报》副刊上发表了大量漫画、木刻画和文章，是青岛木刻美术的开拓者。
1936年，劫夫表哥张俊图被撤去馆长职务，劫夫也因此失业。其后劫夫经人介绍去江苏路小学任音乐、美术教师，还为该校创作了校歌。后来王亚平又介绍他到自己代理校长的黄台路小学做了教员，教美术和音乐。在黄台路小学期间，劫夫教授共產主義歌曲，还负责学校的抵制日货运动。1936年7月劫夫、于海等人在青岛兰山路小学礼堂组织了山东省木刻展览会，会上展出有劫夫的作品高尔基头像木刻。
1936年10月19日，鲁迅逝世，青岛文化界左翼人士们决定在青岛召开一个大型追悼会，会后成立了“青岛文化界抗敌协会”，一系列的活动引起了当局的注意，王亚平、劫夫等人都因此暴露被当局要求辞职并离开青岛，否则将被逮捕。劫夫逃往了南京，找到吉林同乡会经管人、他同学的哥哥孙靖宇，便住在同乡会里，以画漫画、写文艺通讯报道等谋生。在南京住了5个月后，劫夫前往延安。

### 中国抗日战争时期
1937年5月，劫夫背着小提琴独自来到延安，因为没有介绍信，在南门外一家成衣铺住了下来。到达延安的第二天，劫夫向军委写信，声明愿意在延安学习或工作。延安保卫处长许建国在收到劫夫的信后将它转给了抗日总社社长赵品三。劫夫随后进入了延安人民剧社，由于当时中國國民黨往延安派出了一批特务，劫夫开始几个月曾经过了监视考验。虽然劫夫在剧社的职务是教员，但也画画、排戏等。同时，劫夫开始学习写作新歌。劫夫到延安时带了一把小提琴，常在一些晚会上表演，很受欢迎，结识了很多艺术工作者，陈明就是其中之一。筹建西北战地服务团时，陈明将劫夫推荐给了西战团负责人丁玲，虽有些小的波折，但劫夫最终成为西战团的二十几名团员之一，随团于1937年8月启程赴山西前线。
在西战团，劫夫颇为引人注目，邋邋遢遢，不修边幅。但他和老乡的关系很好，常常到村口为老乡们演唱由高敏夫填词，自己谱曲的《拿起刀枪上战场》，同时也喜欢听老乡们唱歌，很受老乡们喜爱。劫夫他们所在的西战团自离开延安，一路辗转，走一路演一路。劫夫在西战团的“本职工作”在张发组，负责布置街头演出的场地，沿途画宣传画和抗日标语，后来劫夫还成为张发组的组长。由于乐器短缺，物资匮乏，劫夫等人就用一些可以找到的材料自制乐器。在西战团，劫夫还在抗战话剧中出演了一些角色。
1938年8月，西战团返回延安。1938年9月:127，劫夫经陈明、王玉清介绍，中央组织部副部长李富春批准，加入中国共产党。该月，丁玲主编的九本“战地丛书”，并由武汉生活书店出版，其中与劫夫有关的是《战地歌声》，收录了劫夫的13首作品（其中两首为与周巍峙合作），但全部是记录下来的民歌，仍不算真正意义上的创作，所以每首歌曲后面他都写着劫夫记谱或记曲。同时，这一时期劫夫也开始了自己作曲填词。《战地歌声》第二辑二十三首作品中劫夫的有二十一首，其中有十五首是记谱，有六首是劫夫作曲的，它们分别是《五月进行曲》《庆祝胜利歌》《五台山》《机械化兵团》《攻打望都城》和《快搭起我们的舞台》。虽然两辑《战地歌声》不过记录了六首劫夫的歌，但由于劫夫一直认为他写的歌有人唱，手稿就不必保留，没人唱，保留手稿也没用，所以在战争年代的动荡与奔波中，很多劫夫的作品其实湮没在了战争的烟尘之中。
1938年，由周巍峙领导的西战团奉命前往敌后根据地晋察冀边区，劫夫仍在美术组，每天写标语、画漫画、搞木刻，也还在做乐器，在表演中除拉弹唱或饰演一些小角色。但在歌曲创作上，劫夫发生了一个比较大的变化，1939年开始，他放弃了为民间曲调填词的写作方法，开始完全地独立创作。他1939年的作品中，流传下来的就有18首，其中不乏名篇，如5月为大龙华战斗胜利归来的子弟兵谱写的《我们的铁骑兵》（后来夏风曾填词）可以说是劫夫的第一首名曲。

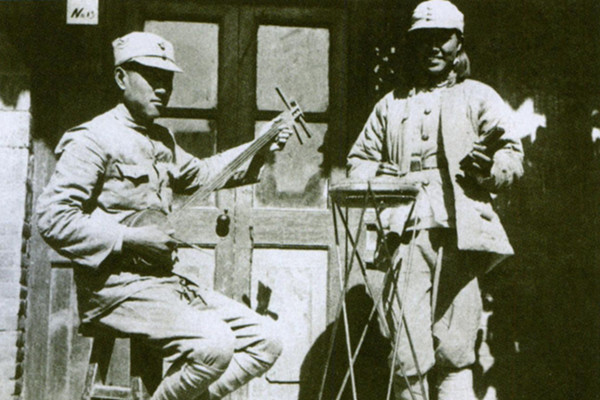
正在弹弦的劫夫，拍摄于1939年

1939年3月3日，中华全国美术界抗敌协会晋察冀分会成立，劫夫出任执委和木刻组组长。4月劫夫创作了歌曲《我们的乡村》（邵子南词）和《我们这一代》（田间词）。1940年5月1日，劫夫为纪念望都被日军枪杀的五十九名抗战干部群众，创作了《五十九个》（邵子南词）。1941年1月，反“扫荡”胜利后，田野作词，劫夫谱曲创作了歌曲《庆祝胜利》。之后西战团歌剧组的田野和劫夫两人合作创作了三十首左右的歌曲。1940至1941年，是劫夫的高产期，流传下来的歌曲就达30首。1942年，劫夫与诗人方冰创作了《歌唱二小放牛郎》《王禾小唱》，迅速传唱开来。
1943年春节反“扫荡”结束后，劫夫从西战团调到了晋察冀三地委做宣传干事，半年后又被调到晋察冀军区第三军分区“冲锋剧社”任教员，后任副社长。1945年11月，再被调到热河军区“胜利剧社”任副社长，半年后调冀东军区“尖兵剧社”任社长。1943年5月7日，劫夫到三地委没几天，日军制造了“野场惨案”，河北省完县野场村118名同胞惨遭杀害，为纪念这一惨案，劫夫创作了《忘不了》。同月，劫夫为在5月11日用地雷陈炸死炸伤日军36人的李勇创作了《李勇对口唱》，该曲5月23日在晋察冀日报刊出后迅速在边区传唱开来。1943年，他还创作了《望见了北斗星》《歌唱李殿兵》《滦河曲》《唐河怨》《刘成耀跳崖》《刘二高》等作品。1944年，劫夫创作的表演唱《八月十五》也非常受群众欢迎。而创作于1945年的《坚决打它不留情》也曾产生过广泛影响。

### 第二次国共内战时期

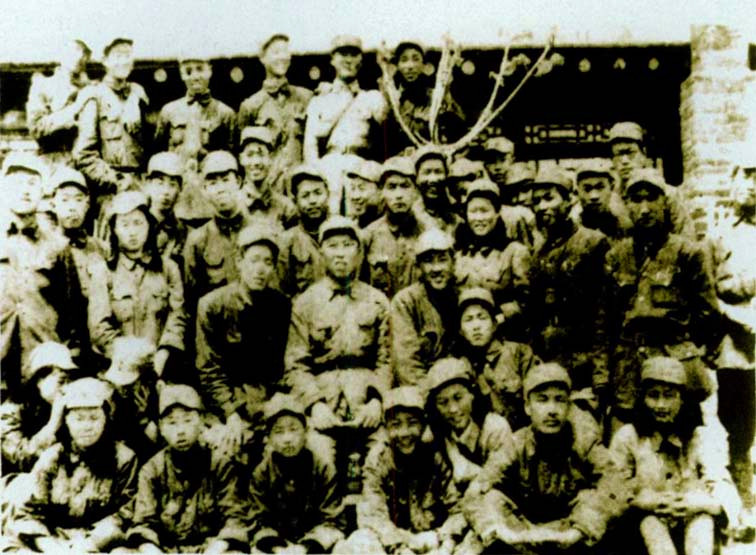
第四野战军九纵队文工团，中间正坐的是劫夫

1946年5月，劫夫到“尖兵剧社”任社长，尖兵剧社是晋察冀军区第十三军分区下属文工团，成立于1943年。劫夫到来前的1945年，尖兵剧社原社长黄天已经在遵化杨家峪战斗中牺牲。遭到重创的尖兵剧社于1946年4月在承德与劫夫当时所在的胜利剧社相遇，胜利剧社社长安波应尖兵剧社的请求，将劫夫调到了尖兵剧社。当时的劫夫在冀东已经相当有名气，像《狼牙山五壮士歌》《王禾小唱》《歌唱二小放牛郎》鼓舞了很多战士。来到尖兵剧社后不久，劫夫为纪念1946年4月8日因飞机失事罹难的叶挺等人，用冀东当地群众熟悉的皮影调创作了《四八烈士挽歌》。此后又将延安时期的歌剧《大家喜欢》改造成皮影调在当地表演。
在承德，劫夫与后来的妻子张洛相遇，当时张洛十七岁，已经参军一年，是尖兵剧社的“台柱子”。开始时，劫夫有意追求张洛，还曾找军区领导说项，但都没有成功。虽然张洛没有同意，但却开始渐渐关注劫夫，1946年秋，在文工团被敌人打散，劫夫失踪又回来后，张洛同意了，虽然中间又出过反复，但两人还是在1947年春节结婚了。
1947年8月，劫夫及冀东军区文工团绝大多数人员都转入中国人民解放军第四野战军第九纵队，劫夫任文工团团长。到九纵队后，劫夫率团按照军政委的要求创作了管桦编剧、劫夫作曲的歌剧《归队立功》，该歌剧受到了冀热辽军区的通令嘉奖。
1948年9月初，劫夫率团随大部队挺近东北，不久被调到鲁迅艺术学院。鲁艺虽名为学院，但从1946年迁到东北后的一两年，却是以文工团活动为主的，劫夫初到鲁艺时任音工团副团长，但刚刚到哈尔滨不久就在家与管桦一起创作大型声乐作品《常家庄的故事》。《常家庄的故事》由关立人首唱，得到了鲁艺院长吕骥的高度评价。但在创作《常家庄的故事》时，劫夫和张洛的第一个孩子夭折了。

### 中华人民共和国建国初期
1949年劫夫开始参与反映抗联题材的大型歌剧《星星之火》的创作，劫夫负责了整个歌剧的谱曲。1950年《星星之火》在哈尔滨首演后受到了广泛关注，但该歌剧在东北的几个城市演出数百场后就停演了，只有歌曲《革命人永远是年轻》《我是个穷苦的小姑娘》等很少的部分传唱于世。直至2015年11月4日作为第八届“春华秋实——艺术院校舞台艺术精品展演周”参演剧目，沈阳音乐学院复排展现东北抗联题材的新中国首部歌剧《星星之火》登上北京国家大剧院舞台，并在清华大学、首都医科大学、中国音乐学院连续演出。
初到鲁艺时，劫夫被任命为音工团副团长，后又担任音乐部部长兼研究室主任。1953年2月9日，鲁艺音乐部扩建为东北音乐专科学校，李劫夫出任校长。由于工作的调动，劫夫的领导工作不断增多，而创作则明显减少，1951年至1957年六年间不过创作了三十余首歌曲。1956年，在劫夫的主导下，东北音专建立了民族音乐系，这是中国民族音乐史上的一个创举。
1957年，全国范围内开始了反右派运动，劫夫名列省文化局右派“候选”黑名单，但由于省委宣传部长的保护，最终没有被迫害。1958年，东北音专正式更名为沈阳音乐学院，劫夫仍被任命为院长。1958年，劫夫的创作中有了一个新的动向，他开始为毛泽东诗词谱曲，这一年，他创作了《蝶恋花·答李淑一》《沁园春·雪》《忆秦娥·娄山关》《菩萨蛮·黄鹤楼》四首歌曲。毛泽东诗词歌曲的创作，劫夫并不是第一个，但却是最活跃、成绩最突出的，自1958年之后的十数年间，他将毛泽东公开发表的全部三十七首诗词全部谱了曲。
1959年，劫夫在党内“反右倾”运动中因为业务第一、政治第二的作风被沈阳市委定为“犯有右倾机会主义错误”，不过他并没戴正式的右倾帽子，只需作检讨。同时，劫夫还被任命为刚刚成立的辽宁歌剧院院长。自从被打成右倾，劫夫的创作数量又减少了。1962年，劫夫的右派问题得到了甄别，又重新开始了大量的创作。
1962年创作了《哈瓦那的孩子》，1963年创作了《我们走在大路上》，两首歌曲都是传唱至今的经典歌曲。
1964年3月，《劫夫歌曲选》由春风文艺出版社出版，劫夫在序言中写道：“我写的歌，几乎绝大部分都是为配合党的方针、政策和种种政治运动的”。此前的1962年2月8日，安波评价劫夫的《他是群众的知音 群众是他的知音》在人民日报发表。1964年4月9日到14日，在沈阳举办了“劫夫歌曲音乐会”，辽宁日报发表了好几篇评价劫夫和号召向劫夫学习的文章，以这样的规模为一位健在的作曲家开“音乐会”是全国罕见的，根据时任中共中央东北局宣传部部长关山复后来在文革初期所写的材料表明，这一音乐会是辽宁省委宣传部提议，东北局书记处办公会议同意后举办的，而中共辽宁省委书记周桓的材料则表明是东北局一手操办的。这场音乐会后来成了劫夫的“罪证”。
1964年10月，由周恩来总理牵头创作的大型音乐舞蹈史诗《东方红》在北京开演，劫夫的《西江月·井冈山》《农友歌》和后来随着后两幕的删除一起删掉的《我们走在大路上》共有三首歌入选。
1966年3月，河北邢台发生地震，劫夫在报上得知消息后，主动申请到灾区，3月28日在抗震一线创作了《自力更生斗天灾》，飞抵灾区的中华人民共和国国务院总理周恩来对劫夫提出了表扬，劫夫向周恩来保证，每天创作一首歌。劫夫在灾区共创作了19首歌曲，其中根据邢台民谣谱写的《爹亲娘亲不如毛主席亲》得到了广泛地传唱。其中洪源编词、劫夫作曲的《你震你的，我干我的》以毛泽东语录“下定决心，不怕牺牲，排除万难，去争取胜利”结尾，被视为语录歌的雏形。

### 文化大革命时期
1966年5月，文化大革命正式发动，不久就传到了沈阳音乐学院，很多老教授被打成反动权威，甚至学院党委书记卢肃在一次批斗会上被打得半死。起初，劫夫虽然也被揭发、批判，但还被选进了领导全院运动的革命委员会。但随着8月份毛泽东在天安门接见百万红卫兵，“破四旧”运动迅速席卷全国，劫夫多次被以破四旧为名“抄家”，虽然损失了很多书籍藏品，但由于妻子张洛的保护，劫夫的手稿几乎都保存了下来。
1966年8月，沈阳二中喜爱作曲的红卫兵耿大权偶然看到《造反有理》歌曲后，产生了将毛主席语录谱成歌曲的想法并进行了创作。然后耿大权找劫夫交流，劫夫随之创作了 《领导我们事业的核心力量》《争取胜利》《革命不是请客吃饭》《希望寄托在你们身上》《政策和策略是党的生命》《凡是敌人反对的我们就要拥护凡是敌人拥护的我们就要反对》等十七首毛主席语录歌曲。9月30日，《人民日报》《解放军报》用整版刊登了十首语录歌，其中八首是劫夫的作品。之后各地的其他报纸也纷纷转载，语录歌风靡全国。一时间始作俑者劫夫也成了大忙人，来自全国各地的红卫兵、报社、杂志社都找劫夫写语录歌。除了毛主席语录，他还为林彪语录、列宁语录以及鲁迅语录谱过曲。
由于毛主席语录歌曲的创作，1966年8、9月间，劫夫受到了很多红卫兵派系的“争夺”，他们要求劫夫支持自己那一派。11月开始，批判劫夫的大字报开始在校园出现，12月底，此类宣传物在北京、沈阳、长春和哈尔滨等地大量出现。沈阳音乐学院中主张打倒劫夫的红卫兵派系主要是“毛泽东思想红卫兵红色造反团”，而相对应的还有主张保劫夫的“井冈山红卫兵”。1967年1月15日，“井冈山”派以到“中央文革小组”上访为由将劫夫“押”往北京，实际上是将他保护了起来。为了躲避“红色造反团”，劫夫他们不断转移住所。由于劫夫身体不好，连番的转移造成了恶化，“井冈山”派开始向周恩来寻求帮助。最后，戚本禹代表中央文革出面保护了劫夫。虽然是打着“中央文革”旗号的戚本禹出的面，但根据陈锡联的回忆，“这件事中央是清楚的”，所以当戚本禹不久后倒台时，劫夫并没有因这次接见而受到整肃。:253:125
1967年3月8日，劫夫返回沈阳。一个多月后，沈阳开始武斗，劫夫又被迫离返回了北京。虽然也参加了一些活动，但他在大约4个月里主要都在创作。1967年，劫夫为南开大学谱写了《祝福毛主席万寿无疆》《卫东战歌》和一首语录歌。
在北京期间，劫夫加强了与黄永胜一家的往来。劫夫与黄永胜认识较早，他1943年在晋察冀军区第三军分区任“冲锋剧社”副社长时，黄永胜是三分区司令员。1962年，李劫夫在广州偶遇时任广州军区司令员的黄永胜。黄的夫人项辉芳在得知劫夫是沈阳音乐学院院长后，便让劫夫将她12岁的三儿子黄春跃特招到沈音学习。黄春跃到沈音后，在劫夫家中住了一年，后来还认李劫夫作了干爹。1967年劫夫在京期间，常与但是也常住北京的黄永胜一家往来，特别是张洛与项辉芳的往来十分密切。当时林彪妻子叶群托项辉芳为女儿林豆豆物色一个工农子弟的对象，项辉芳就让在沈阳文联工作的张洛帮忙在文艺界找找。张洛在文联找的小伙子通过项辉芳与叶群的先后目测后，叶群安排了一次林彪对劫夫的接见活动，以便让那小伙子冒充劫夫的随行人员一道参加接见。1968年春节前夕，林彪接见了李劫夫一家后，李劫夫以万分激动的心情给叶群写了一封向林彪表决心的信，表示：“永远忠于毛主席，永远忠于林副主席，永远忠于毛主席革命路线，永远忠于毛主席的无产阶级司令部，天崩地裂心不变，刀砍火烧志不移……”
1968年2月，劫夫应黄永胜之邀，同黄永胜夫妇同机飞往广州，4月份返回北京，5月10日回沈阳。8月，任沈阳音乐学院革命委员会主任。9月应八一电影制片厂之邀赴北京参与电影《千山万水》的音乐创作。不久同傅庚辰一道为体验生活重走长征路。1969年3月，劫夫返回沈阳，4月1日赴北京参见中共九大。
1971年10月20日，劫夫、张洛夫妇因涉嫌与林彪反革命集团有牵连，被关进了“学习班”，实行隔离审查，同时劫夫的歌曲被停播、停唱。在“学习班”，劫夫待了五年。《周恩來最後600天》一書中提到1973年9月12日毛澤東會見法國總統喬治·蓬皮杜之後的文藝晚會結束時，因為外交部禮賓司在周恩來總理的同意下將通常用來宣告活動結束的《大海航行靠舵手》改為劫夫的《我們走在大路上》，被江青指為屬於“林彪一夥翻案的行為”:146-148。1976年12月17日，劫夫在“学习班”突发心脏病去世，终年63岁。

## 去世之后
1979年11月20日，辽宁省纪委在对沈阳市纪委7月3日对劫夫问题的结论和处理意见做的批复中指出，“李劫夫积极投靠林彪反革命阴谋集团”，“定为严重政治错误”，“因其已死，对其处分问题可不再提及”，对劫夫的隔离审查“不属于受迫害的冤假错案”，不补发工资。
1981年4月，劫夫的三个女儿联名为父亲申诉，将申诉材料投送给了中央、省市的有关部门。申诉后，劫夫和张洛的工资被补发，但劫夫的歌曲仍然被禁。1981年7月，时任中国音乐家协会主席的吕骥出面肯定劫夫的作品，劫夫的歌曲才被解禁。1983年11月8日，中宣部也刊文肯定了劫夫的《我们走在大路上》，同时说明劫夫曾积极追随林彪反革命集团，犯有严重的政治错误，但定为人民内部矛盾，因劫夫已经去世，不再提及处分问题，但介绍、演唱歌曲的时候，不必联系作者进行宣传。1984年2月，中宣部在回复沈阳音乐学院的询问时表示可以对劫夫的歌曲进行学术研究。
1985年，《劫夫歌曲集》录音带由中国唱片公司广州分公司发行。1986年，长篇报告文学《劫夫生与死的交响乐》在辽宁的《当代工人》杂志上连载。1991年年末，为纪念毛泽东诞生98周年，中国唱片总公司上海公司发行了《红太阳毛泽东颂歌》录音带，带来了“红太阳”磁带热，出现了各种版本的同类歌曲磁带。在这些磁带中，很多都使用了劫夫的作品，但大都没有署劫夫的名字，有些甚至署上了别人的名字。1992年，劫夫的家人将出版商告上了法庭，并赢得了官司。
1992年，劫夫的《我们走在大路上》被评为本世纪中国音乐124部经典作品之一。1993年，文革后的第一部劫夫歌曲集出版，中国文化报记者蒋力的《重识李劫夫》发表。1994年4月1日，经辽宁省委同意，劫夫的骨灰安放到回龙岗革命公墓，4月3日，《人民日报》刊载新华社记者姜敏文章《深深的怀念》，报道了劫夫骨灰安葬仪式的情况，对劫夫做出了高度赞扬。
1997年1月，劫夫的三个女儿举行了“三姐妹音乐会”，一个月后，“劫夫音乐会”在北京音乐厅举行。各大媒体纷纷刊发了报道文章或纪年劫夫的文章。此后，广州、沈阳两地分别在1998年和1999年举办了“劫夫作品音乐会”。1997年，江泽民曾在庆祝香港回归的活动中同群众一起高唱《我们走在大路上》；1999年的中华人民共和国成立50周年国庆阅兵上展示1960年代成果的方队走过天安门广场时的伴奏也是该曲:170-171。
2011年9月1日，霍长和编著的《红色音乐家：劫夫》一书由人民出版社出版发行。

## 子女
劫夫与张洛于1947年结婚，共生育了四个女儿，乳名“小老虎”的第一个女儿还没有起名字就夭折了，其他三个女儿分别是李青、李丹丹、李迢迢。劫夫的三个女儿都从事音乐工作，李青是钢琴演奏家，李丹丹是中央歌剧院著名歌唱家和导演，李迢迢是中央歌剧院的歌剧演员、女中音歌唱家。

## 荣誉
- 1947年，劫夫出席冀东军区群英会，被选为甲等模范工作者。[5]
- 1947年，劫夫因创作小歌剧《归队立功》和词作者管桦受到冀热辽军区通令嘉奖并各记大功一次，通令全军表扬，各获朱德奖章一枚。[5]
- 1964年，劫夫被授予沈阳市劳动模范。[5]

## 评价

### 正面评价
在战争时期，劫夫深入前线，创作了很多脍炙人口的革命歌曲，鼓舞军民抵抗外来侵略，如1947年中共的“嘉奖令”中提到劫夫“能深入部队与战士生活在一起，战斗时并能出入火线，参加战勤，细心收集材料”，号召文艺工作者向劫夫学习。他在战争时期的很多战友都给予了劫夫很高的评价，吕骥1962年12月为《李劫夫歌曲集》写的序言《在群众斗争中产生的歌曲》中提到：“劫夫同志始终注意保持和群众斗争的联系，把音乐反映群众斗争生活看作音乐创作的主要任务，因而他每一个时期的作品总是多方面地反映了那一时期人民生活中各种主要斗争……仅仅说他在曲调上进行了一些新的探索，也许还太笼统，具体地说，包括了对调式的探索，对曲调中的韵律（包括韵脚）的探索，对曲调构成的探索，对语言处理的探索。”劫夫的作品还得到了周恩来等中央领导的肯定，劫夫1966年3月在河北邢台地震灾区遇到周恩来总理时，周恩来曾对他说佩服他的《我们走在大路上》:129，说着还现场唱了几句。1964年，中共辽宁省委宣传部长刘异云在劫夫作品音乐会前讲话中指出：“劫夫同志是文艺战线上的毛主席的好战士，是我们音乐界学习的好榜样。”“劫夫长期遵循毛主席的指示，坚持音乐的革命化、民族化、群众化的道路，做出了显著的成绩和提供了重要的经验。”“我们今天举办这个音乐会，就是要向他学习，学习高举毛泽东文艺思想红旗，全心全意为工农兵服务，为无产阶级政治服务的革命精神；学习他坚持不懈，二十几年如一日的勤奋、严肃的劳动态度。”

### 负面评价
从创作开始，劫夫的作品就旨在为政治服务。杨文武在《文人的“政治幼稚病”》中提到劫夫等曾在延安出身的革命文艺工作者“全心全意为政治服务”，在后来不断加剧的政治运动中，放弃了独立人格，成了“‘党叫写啥就写啥’的驯服工具”。劫夫创作了大量的毛泽东诗词歌曲，而且引领了毛主席语录歌曲的创作，在文革对毛泽东的个人崇拜中起到了推波助澜的作用。